# آرتور بیگز
آرتور بیگز (Arthur Biggs) ورزشکار فوتبال اهل بریتانیا انگلیس بود.
از باشگاه‌هایی که در آن بازی کرده‌است می‌توان به باشگاه فوتبال آرسنال، باشگاه فوتبال هارت آف میدلوتیان، باشگاه فوتبال آبردین، باشگاه فوتبال لوتون تاون، باشگاه فوتبال واتفورد، باشگاه فوتبال کریستال پالاس، باشگاه فوتبال ایپسویچ تاون، باشگاه فوتبال بدفورد تاون، و باشگاه فوتبال کولچستر یونایتد اشاره کرد.
وی در وتن، بدفوردشر به دنیا آمد و در سال ۱۹۳۳ به آرسنال پیوست.

## حرفه
بیگز که در ووتن، بدفوردشایر به دنیا آمد،  در اکتبر 1933 به صورت آماتور به آرسنال پیوست. او دو ماه بعد حرفه ای شد و سه سال و نیم را در تیم ذخیره گذراند که در ترکیب تیم فوتبال، 41 گل برای این فصل به ثمر رساند. در آن زمان یک رکورد باشگاهی بود، و او را به تیم اصلی دعوت کرد. او اولین بازی خود را برای آرسنال در 29 مارس 1937 در تساوی 0–0 مقابل استوک سیتی انجام داد. او قبل از انتقال 2500 پوندی به قلب میدلوتیان در دسامبر 1937، دو بازی دیگر برای آرسنال انجام داد. 
فرانک ماس در 9 دسامبر 1937 بیگز را به هارتز آورد و دو روز بعد اولین بازی خود را انجام داد. او در اولین فصل حضورش در این باشگاه به باشگاه کمک کرد تا به مقام نایب قهرمانی برسد و در 19 بازی 12 گل به ثمر رساند. او در اوایل فصل 1938–1939 به آبردین رفت، اما با شروع جنگ جهانی دوم، حضور او محدود شد. او در طول سال های جنگ زمانی که به بدفوردشایر بازگشت تا به شهر لوتون بپیوندد، در آبردین ثبت نام کرد. در اینجا، او 19 بازی میهمان انجام داد و در طول فصل 1939–1940 پنج گل به ثمر رساند. بیگز همچنین در زمان جنگ به عنوان مهمان برای واتفورد، کریستال پالاس و ایپسویچ تاون حضور داشت، که در دومی پنج بازی انجام داد و یک گل در لیگ فوتبال جنوبی در سال 1945 به ثمر رساند.
پس از جنگ، بیگز در طول فصل 1946–1947 در حالی که در کارخانه واکسهال موتورز لوتون مشغول به کار بود، به تیم لیگ جنوبی بدفورد تاون پیوست. او برای چهار بازی آخر فصل به رقبای لیگ کولچستریونایتد پیوست و سه گل به ثمر رساند. او در طول فصل 1947–1948 در ده بازی دو گل دیگر به ثمر رساند، اما در نوامبر 1948 باشگاه را ترک کرد. سپس برای تیم کاری واکسهال موتورز در لوتون بازگشت و در لیگ اسپارتان بازی کرد.